# Chiesa dei Santi Pietro e Paolo (Lottigna)
La chiesa dei Santi Pietro e Paolo è un edificio di culto cattolico di Lottigna, frazione di Acquarossa.

## Storia
È documentata nel XIII secolo come dedicata alla Madonna. Della chiesa romanica si conservano il campanile a nord-ovest, due monofore nel fianco sud e un frammento di fregio dipinto sulla parete destra della navata.
Gli ampliamenti in stile barocco del 1632 comportarono la sopraelevazione della navata e la costruzione del coro e delle cappelle laterali. Subì restauro e rinnovamento nel biennio 1945-1946.

## Descrizione
Si tratta di un edificio a navata unica conclusa da un coro poligonale. Sulla facciata principale sono affrescati la Madonna in trono e San Cristoforo (fine del secolo XV), e i Santi Rocco e Sebastiano (inizio del secolo XVI).
All'interno la navata è coperta con una volta a crociera; il coro e le due cappelle laterali sono ornati di stucchi con angeli musicanti della fine del secolo XVII. L'altare maggiore tardo barocco del XVIII secolo in stucco lucido è forse di Carlo Galetti e reca una pala con la Madonna col Bambino.
Sulle pareti del coro: cinque affreschi in cornici a stucco, fra cui le raffigurazioni dei due Santi titolari, della fine del secolo XVII. La cappella della Madonna a sinistra è sovrastata dallo stemma in stucco della famiglia Scolari (Johann Franz Scolar fu balivo della valle di Blenio negli anni 1680-1682 e 1698-1700; l'altare in stucco reca la statua lignea della Madonna col Bambino del XVII secolo.
Nella navata sono presenti dipinti e statue del XVII e XVIII secolo, alcuni dei quali provenienti dall'antico oratorio della Vergine Immacolata di Terzeghino. La parete meridionale ospita una statua in terracotta del XVII secolo raffigurante la Madonna.